# Витулин
Витулин (пол. Witulin) — деревня в Бяльском повете Люблинского воеводства Польши. Входит в состав гмины Лесьна-Подляска. По данным переписи 2011 года, в деревне проживало 352 человека.

## География
Деревня расположена на востоке Польши, на левом берегу реки Клюкувки, на расстоянии приблизительно 9 километров к северу от города Бяла-Подляска, административного центра повета. Абсолютная высота — 145 метров над уровнем моря. К востоку от населённого пункта проходит региональная автодорога 811.

## История
По данным на 1827 год имелось 39 дворов и проживало 247 жителей. Согласно «Справочной книжке Седлецкой губернии на 1875 год» село являлось центром гмины Витулин Константиновского уезда Седлецкой губернии. В 1912 году Константиновский уезд был передан в состав новообразованной Холмской губернии.
В 1975—1998 годах деревня входила в состав Бяльскоподляского воеводства.

## Население
Демографическая структура по состоянию на 31 марта 2011 года:
|         | Всего | До трудоспособного возраста | Трудоспособного возраста | Старше трудоспособного возраста |
| ------- | ----- | --------------------------- | ------------------------ | ------------------------------- |
| Мужчины | 181   | 28                          | 129                      | 24                              |
| Женщины | 171   | 35                          | 91                       | 45                              |
| Всего   | 352   | 63                          | 220                      | 69                              |

## Достопримечательности
- Деревянный костёл св. Михаила Архангела (до 1919 года — православный храм), 1741 г.